# Югдон
Югдо́н (Учхозький; рос. Югдон) — присілок у складі Селтинського району Удмуртії, Росія.

## Населення
Населення — 291 особа (2010; 359 в 2002).
Національний склад станом на 2002 рік:
- удмурти — 74 %

## Урбаноніми[3]
- вулиці — 40 років Перемоги, Лісова, Миру, Молодіжна, Польова, Праці, Промислова, Радянська